# Evstafi (couraçado)
O Evstafi (Евстафий) foi um couraçado pré-dreadnought operado pela Marinha Imperial Russa e a primeira embarcação da Classe Evstafi, seguido pelo Ioann Zlatoust. Sua construção começou em julho de 1904 no Estaleiro do Almirantado Nikolaev e foi lançado ao mar em novembro de 1906, sendo comissionado na frota russa em maio de 1911. Era armado com uma bateria principal composta por quatro canhões de 305 milímetros montados em duas torres de artilharia duplas, tinha um deslocamento de treze mil toneladas e alcançava uma velocidade máxima de dezesseis nós.
O Evstafi lutou na Primeira Guerra Mundial em ações contra o Império Otomano. Ele enfrentou o cruzador de batalha Yavuz Sultan Selim na Batalha do Cabo Saric em novembro de 1914 e depois participou de várias operações de bombardeio litorâneo pelos anos seguintes. Foi tirado de serviço em março de 1918 e dois meses depois capturado pelos alemães, sendo entregue para os Aliados ao final da guerra. Seus motores foram destruídos pelos britânicos em 1919 para que não fosse usado na Guerra Civil Russa e ficou abandonado até ser desmontado entre 1922 e 1923.

## Características
O Evstafi tinha 117,6 metros de comprimento de fora a fora, uma boca de 22,6 metros, um calado de 8,5 metros e um deslocamento de 13 061 mil toneladas. Seu sistema de propulsão era composto por 22 caldeiras de tubos d'água Belleville que alimentavam dois motores verticais de tripla-expansão com três cilindros, cada um girando uma hélice. Tinham uma potência indicada de 10 745 cavalos-vapor (7,9 mil quilowatts) para uma velocidade máxima de dezesseis nós (trinta quilômetros por hora). Podia carregar até 1,1 mil toneladas de carvão, o que proporcionava uma autonomia de 2,1 mil milhas náuticas (3,9 mil quilômetros) a uma velocidade de dez nós (dezenove quilômetros por hora).
O armamento principal tinha quatro canhões Obukhovskii Padrão 1895 calibre 40 de 305 milímetros montados em duas torres de artilharia, uma à vante e outra à ré da superestrutura. A bateria secundária consistia em quatro canhões Padrão 1905 calibre 50 de 203 milímetros montados em casamatas nos cantos da superestrutura e doze canhões Canet Padrão 1892 calibre 45 de 152 milímetros em casamatas no convés inferior. O armamento contra barcos torpedeiros tinha catorze canhões Canet Padrão 1892 calibre 50 de 75 milímetros espalhados em plataformas no convés superior. Também haviam dois tubos de torpedo de 450 milímetros. O cinturão de blindagem tinha entre 178 e 229 milímetros de espessura, sendo fechado em cada extremidade por anteparas transversais de 178 milímetros. A espessura dos conveses ficava entre 35 e 76 milímetros. As laterais das torres de artilharia tinham 254 milímetros, ficando em cima de barbetas de 127 a 254 milímetros. As torres de comando eram protegidas por laterais de 203 milímetros e tetos de 76 milímetros.
O couraçado foi equipado com armas antiaéreas no topo de suas torres de artilharia em meados de 1915, enquanto proteções contra bombas foram instaladas nas entradas de suas chaminés. Primeiro recebeu três canhões de 75 milímetros, mas estes foram depois substituídos por duas armas de 63,5 milímetros e duas de 40 milímetros.

## História
A construção do Evstafi começou em 13 de julho de 1904, porém a cerimônia formal de batimento de quilha ocorreu apenas em 23 de novembro. O progresso das obras foi relativamente rápido, mesmo com interrupções causadas pela Revolução Russa de 1905. Foi lançado ao mar em 3 de novembro de 1906, mas a equipagem foi atrasada significativamente por várias mudanças feitas enquanto a Marinha Imperial Russa digeria as várias lições aprendidas com a derrota na Guerra Russo-Japonesa. O navio foi finalizado em 28 de maio de 1911 e pouco depois encalhou em outubro próximo do porto de Constança, na Romênia, sofrendo apenas danos leves.

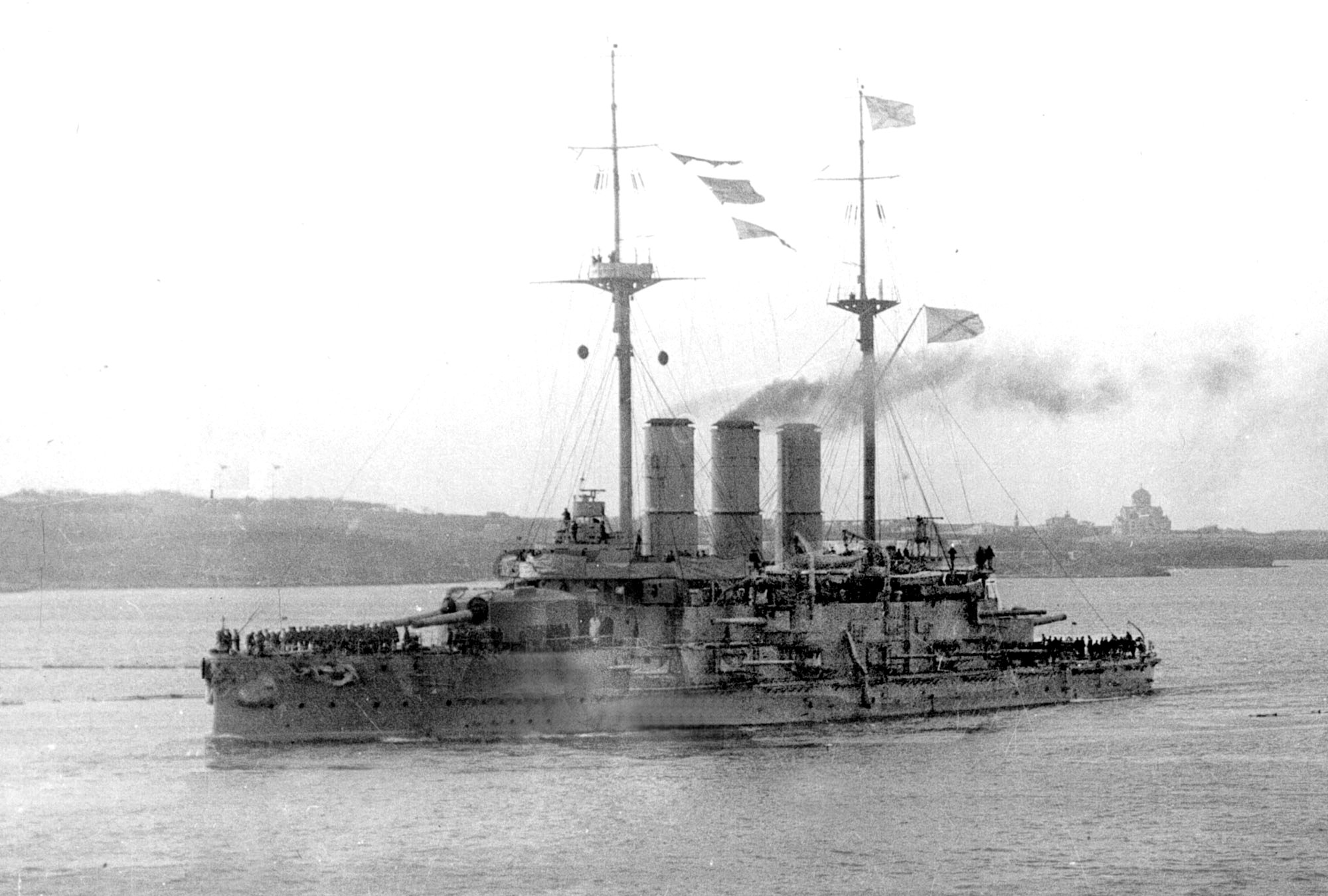
O Evstafi em 1914

O Evstafi foi feito a capitânia do vice-almirante Andrei Eberhardt, o comandante da Frota do Mar Negro. A Rússia declarou guerra contra o Império Otomano em 2 de novembro de 1914 e duas semanas depois no dia 17 uma frota composta pelo Evstafi, seu irmão Ioann Zlatoust, mais três couraçados, três cruzadores, três contratorpedeiros e onze barcos torpedeiros bombardearam Trebizonda. Foram interceptados durante a volta no dia seguinte pelo cruzador de batalha Yavuz Sultan Selim e o cruzador rápido Midilli, resultando na Batalha do Cabo Saric. Havia neblina e os dois lados inicialmente não se avistaram. Os russos tinham experimentado concentrar disparos de vários navios sob o controle de um "navio-mestre", neste caso o Ioann Zlatoust. O Evstafi assim não disparou até seu irmão poder avistar o Yavuz Sultan Selim, mas os comandos enviados pelo Ioann Zlatoust mostravam uma distância de 3,7 quilômetros a mais do que a estimativa de sete quilômetros do Evstafi. Consequentemente, a capitânia abriu fogo com seus próprios dados e acertou o cruzador de batalha no seu primeiro salvo com um projétil de 305 milímetros que destruiu uma casamata da bateria secundária.
O Yavuz Sultan Selim virou para abrir fogo e acertou o Evstafi na segunda chaminé, com o projétil detonando depois de atravessa-la e destruindo a antena do rádio de controle de disparo, impedindo que o navio corrigisse os dados incorretos do Ioann Zlatoust. O cruzador de batalha acertou o couraçado mais quatro vezes, porém um dos projéteis não detonou. O contra-almirante Wilhelm Souchon decidiu recuar com os navios otomanos depois de catorze minutos de combate. O Evstafi sofreu 34 mortos e 24 feridos, tendo disparo doze a dezesseis projéteis de 305 milímetros, catorze de 203 milímetros e dezenove de 152 milímetros. Várias placas de blindagem danificadas precisaram ser substituídas e foram tiradas do antigo couraçado Dvenadsat Apostolov, permitindo que os reparos fossem finalizados no dia 29.

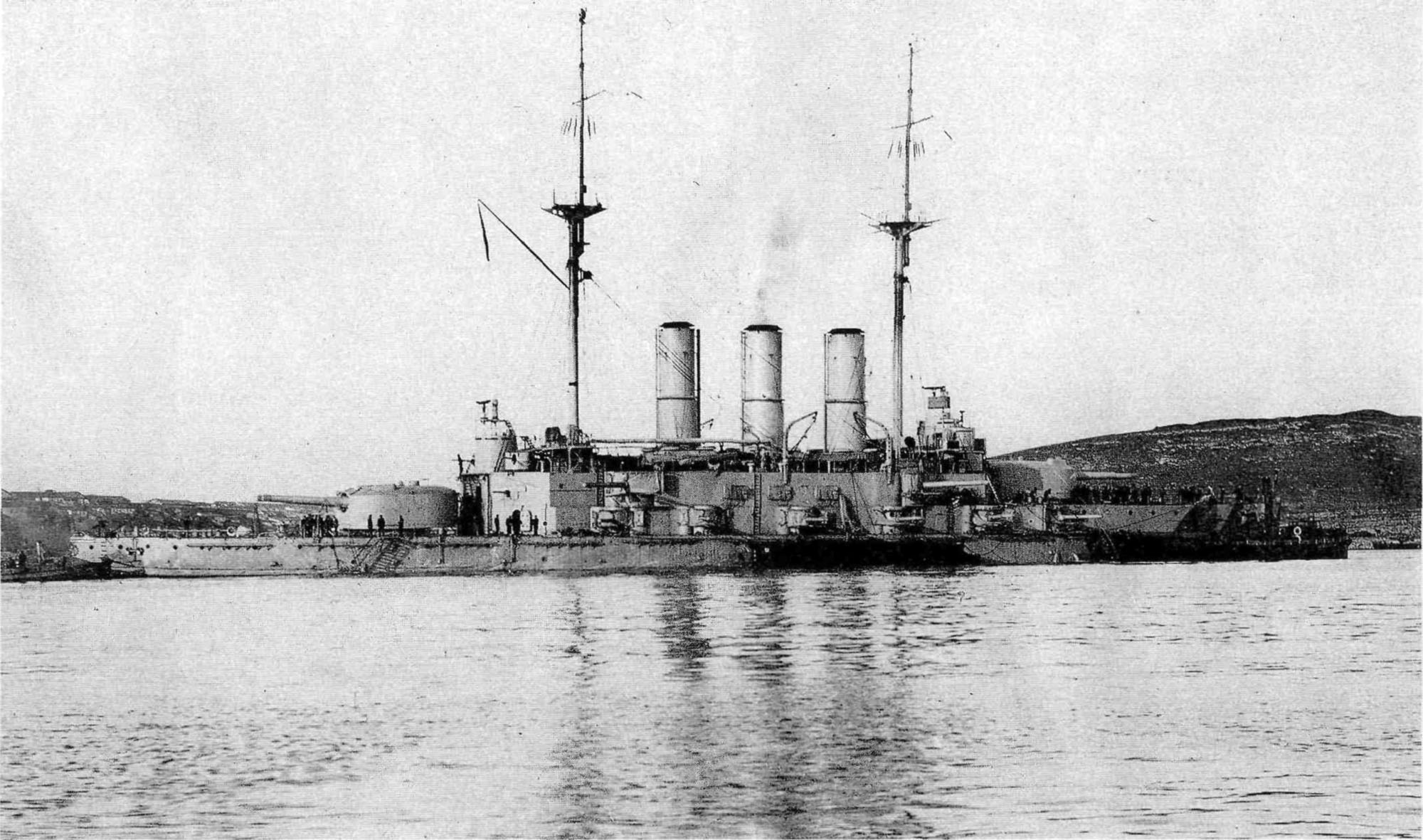
O Evstafi em 1916

O Midilli e o cruzador protegido Hamidiye encontraram a frota russa enquanto voltavam de uma missão de bombardeio em 9 de janeiro de 1915, com o primeiro acertando a primeira torre de artilharia do Evstafi com um projétil de 105 milímetros, temporariamente tirando-a de ação. Os dois navios otomanos acabaram usando sua velocidade superior para escaparem. O Evstafi e o Ioann Zlatoust deram cobertura para missões de bombardeio no Bósforo em 18 de março e 9 de maio, com os russos sendo interceptados pelo Yavuz Sultan Selim nesta segunda operação. Os dois lados seguiram cursos paralelos e abriram fogo a uma distância de 15,9 quilômetros. Nenhum dos lados acertou o outro, porém o Evstafi foi quase acertado várias vezes. Os russos ficaram virando constantemente e isto impediu que o cruzador de batalha cruzasse o "T", algo que ganhou tempo suficiente para os couraçados Panteleimon e Tri Sviatitelia chegassem e se unissem aos outros. O navio otomano recuou depois de 22 minutos de combate, com os russos não conseguindo persegui-lo.
Todos os pré-dreadnoughts russos da Frota do Mar Negro foram transferidos em 1º de agosto de 1915 para a 2ª Brigada de Couraçados, logo depois do moderno dreadnought Imperatritsa Maria ter entrado em serviço. Este deu cobertura em 1º de outubro enquanto o Evstafi bombardeava Kozlu e o Ioann Zlatoust e Panteleimon bombardeavam Zonguldak. O Evstafi e o Ioann Zlatoust participaram de um bombardeio de Varna, na Bulgária, em maio de 1916.
Tanto o Evstafi quanto o Ioann Zlatoust foram colocados na reserva em março de 1918 em Sebastopol. Estavam imobilizados e foram capturados pelos alemães no local em maio, que acabaram usando o Evstafi como um alojamento flutuante. Os dois navios foram entregues aos Aliados em dezembro, após o fim da Primeira Guerra Mundial. Os britânicos destruíram seus motores em 22 e 24 de abril de 1919 quando abandonaram a Crimeia, desta forma impedindo que os bolcheviques os usassem contra os brancos na Guerra Civil Russa. Foram capturados pelos dois lados do conflito, mas abandonados pelos brancos quando estes também evacuaram a Crimeia em novembro de 1920. O Evstafi foi renomeado para Revoliutsia em 6 de julho de 1921, sendo desmontado entre 1922 e 1923, porém só foi ser removido do registro naval em 21 de novembro de 1925.